# Rádio Sagres
Rádio Sagres é uma rádio AM da cidade de Goiânia, Goiás. Sua frequência é de 730 kHz e é transmitida com 50 mil watts de potência. Fundada inicialmente como Rádio Clube de Goiânia, em 1997 passou a se chamar Rádio K do Brasil e a partir de 2003 passou a se chamar Rádio 730.
Sua programação inclui jornalismo e cobertura esportiva. A Sagres 730, hoje, atinge um raio de cerca de 300 km e tem mais de três milhões de ouvintes, 75% da população do estado de Goiás.

## História
A primeira transmissão radiofônica oficial do estado de Goiás foi realizada no dia 5 de julho de 1942 durante a programação festiva do Batismo Cultural da nova capital pela ZYG-3, que mais tarde, oficialmente, ficou conhecida como a Rádio Clube de Goiânia S/A (RCG).
A criação da RCG foi idealizada ainda no ano de 1941 quando o prefeito de Goiânia, Venerando de Freitas Borges, em uma de suas viagens a São Paulo-SP, se encontrou com Assis Chateaubriand, que sugeriu a ele a implantação de uma emissora de rádio na nova capital de Goiás.
Venerando se tornou o primeiro presidente da Rádio Clube de Goiânia ao lado de Antônio Lisboa Machado (vice), Romeu Pires de Campos Barros (secretário) e Agnelo Fleuri (tesoureiro). Junto com a equipe foram feitas várias reuniões na sede do Jóquei Clube para estruturar a nova emissora. O primeiro passo foi a aquisição de um transmissor com a potência de 2000 watts que veio do Rio Grande do Sul, fabricado pela Sociedade Técnica Paulista.
A Rádio Clube, o jornal Folha de Goyaz e a TV Rádio Clube (a partir do momento que foi criada) passaram a integrar os Diários Associados, a maior rede de comunicação da América Latina no período entre a década de 1940 até meados da década de 1970, com a venda da TV e em seguida a venda da RC e a Folha de Goyaz para Wibsen de Castro.
A emissora de rádio operava na sintonia 1320 kHz AM. No final da década de 1980, pela força política que possuía, conseguiu junto ao Ministério das Comunicações alterar a sintonia para 730 AM. A nova frequência possibilitava uma melhor transmissão do sinal e maior qualidade de som.
A primeira equipe de locutores foi formada por Luiz Carlos Pimenta Netto, Antônio Caldas, Waldir Gonzaga, Wilmar Guimarães e Inácio Xavier da Silva que construíram uma programação musical, cultural e as campeãs de audiência: as rádio-novelas no período noturno. A Clube também era responsável pela transmissão em solo goiano do "Repórter Esso" - o primeiro programa jornalístico no rádio brasileiro.
Ao longo da história grandes nomes se empenharam para manter a liderança de audiência, tais como: Lourival Batista Pereira, Dalva de Oliveira, Cunha Júnior, Luiz Espíndola, Conrado de Oliveira, Valdemir Celestino, Lázaro Santos, Sandes Júnior, Barbosinha, Carlos Alberto Menezes, Justino Guedes, entre outros.
Em 5 de abril de 2019, foi anunciada uma parceria com o político e jornalista Jorge Kajuru para criar a Rádio K Sagres, também em parceria com a Rádio Mania Goiânia.

### Sede
A primeira sede da Rádio Clube ficava na Rua 29, esquina com a Avenida Tocantins, em um sobrado alugado. Em seguida, ela foi transferida para a Rua 2, número 5, entre a Rua 7 e a Avenida Goiás, no Centro da capital. A terceira sede registrada foi na Avenida Goiás, entre as Rua 1 e 2, onde hoje está localizado um banco estatal.
As dificuldades estruturais para sediar os veículos impresso, radiofônico e televisivo fizeram com que os gestores transferissem o grupo para a Rua 236, esquina com a Avenida Anhanguera, no Setor Leste Universitário. A emissora ainda foi instalada na Rua 93, próximo a Catedral, mudou para o prédio na Rua 83 até se instalar de forma definitiva, no dia 20 de dezembro de 1992, na Avenida Goiás, 174, Ed. São Judas Tadeu, 16º andar.

### Esporte
A primeira transmissão esportiva do estado de Goiás foi realizada no dia 28 de fevereiro de 1943 pela ZYG-3. Os locutores Iamerô e Luiz Carlos transmitiram o amistoso entre Goiânia e Anápolis SC (que depois se tornaria a A.A.Anapolina) no estádio Olímpico. O galo venceu por 5 a 3 e entrou para a história radiofônica esportiva do estado. Diante do pioneirismo, a Rádio Clube de Goiânia se tornou referência esportiva, mesmo quando equipes concorrentes foram sendo criadas a partir da década de 1950.
Grandes nomes já trabalharam na emissora como Baltazar de Castro, Edson Rodrigues, Libaldo Alves, Jota Júnior, Cunha Júnior, Nickerson Filho, Teonil Batista, Euler de Barros, Isaías Carlos, Gil Costa, Osvaldo Mesquita, Reed Duarte, José Marques de Albuquerque, Caetano Beghelli, Cleomar Vieira, Luiz César do Amaral (Leleco), Nunes Macedo, Jota Risada, Ezer de Melo e Mané de Oliveira, dentre outros.
Em 1987, a direção da emissora fez a aquisição de um novo transmissor com a potência de 25 kW para tentar recuperar a hegemonia da audiência na capital. O investimento foi alto, porém o resultado não foi o esperado. A RCG foi se enfraquecendo e perdendo espaço na preferência do ouvinte.
No dia 1º de dezembro de 1997, a Rádio Clube de Goiânia foi ao ar pela primeira vez com o nome fantasia "Rádio K do Brasil". Jorge Kajuru trouxe sua equipe, reformulou a programação e provou que seria possível manter uma emissora com conteúdo exclusivamente noticioso e esportivo. O novo proprietário investiu em um novo transmissor, com o dobro da potência anterior vindo do Canadá, apelidado de "Canhão da Independência" e inaugurado no dia 1º de agosto de 1999.
Com um estilo intenso e dinâmico, a Rádio K se destacou na cobertura de eventos políticos (como as eleições municipais e estaduais), esportivos (como Copa do Mundo de 1998 e 2002, Copa América de 1999, os Jogos Olímpicos de 2000 e o Pan-Americano de 1999) e culturais (como os desfiles de escolas de samba no Rio de Janeiro e o carnaval no interior do estado).
No dia 17 de novembro de 2003, agora sob a direção de Joel Luiz Datena, filho de José Luiz Datena, a rádio mudou mais uma vez de nome. Depois de escolha popular, os fiéis ouvintes elegeram "Rádio 730 AM" como a nova marca da emissora. Na era digital, manteve o seu pioneirismo ao se tornar a primeira rádio em Goiás a disponibilizar conteúdo e transmitir online sua programação.
Em 2013, Joel vende a 730 ao empresário e ex-presidente do Atlético-GO Maurício Sampaio, que mantém os bons índices de audiência da emissora.
Em 08 de dezembro de 2015, o sócio de Maurício Sampaio, Adair Meira, assume a direção geral da emissora e a equipe esportiva deixa de ser própria, passando para as mãos do comentarista Nivaldo Carvalho, que a terceirizou. Com a terceirização, saíram da equipe os narradores Ronair Mendes e Nilton César (que ficou apenas com a equipe Apito Esportivo), os repórteres Rômulo César e Vinícius Tondolo (este último indo para o jornalismo geral) e o produtor Gerliézer Paulo. Para repôr estas saídas, foram contratados o narrador Thiago Arruda (egresso da Rádio Aliança) e o plantonista Eduardo José.
Ainda no mesmo mês, é demitido o repórter Enoque Neto, após passar uma informação errada sobre a saída do treinador Márcio Fernandes da equipa do Vila Nova. Em maio, é contratado para a equipe esportiva o jornalista Fernando Faria, que a concilia com a TV Serra Dourada e a TV Goiânia.
Em novembro de 2016 são demitidos o comentarista Ledes Gonçalves e o apresentador Tony Rabello. A razão dada pelo terceirizador do esporte da emissora, Nivaldo Carvalho, foi contenção de despesas. Pedro Marinho, Vitor Monteiro, Eduardo José e Murilo Nascente também acertaram a saída da emissora. No final de 2016, é anunciada a contratação do radialista Romes Xavier, que estava na TV Serra Dourada, como comentarista e terceirizador do Serra Dourada Esportes. Na emissora, Xavier atua como comentarista e, eventualmente, narrador
Em 21 de junho de 2017, a emissora anuncia o fim do Apito Esportivo, apresentado por Nilton César e feito pela Planejar Publicidade, tercerizadora do esporte na rádio. A partir de agora, o programa e as transmissões de jogos das categorias de base das equipes goianas serão feitas pela internet.
A Rádio Sagres é a única emissora do Centro-Oeste Brasileiro licenciada pela FIFA para a cobertura da Copa do Mundo FIFA 2018 - na Rússia.
No dia 22 de fevereiro de 2018, a emissora assume o nome de Rádio Sagres 730 passando a se integrar ao Sistema Sagres Cerrado de Comunicação se unindo ao Portal Sagres 730, à TV Sagres (canal 26.1) e à Escola Sagres (instituição de formação de profissionais em áudio e vídeo). Neste dia, além de anunciar a nova proposta, a direção apresentou a nova programação, nova sonoplastia e os novos contratados, entre eles Vassil Oliveira e Cileide Alves para o jornalismo e Everaldo Marques e Wendel Lira para a cobertura da Copa do Mundo.
Em 13 de março, é anunciado que a equipe esportiva da Planejar, controladora do esporte da rádio, deixará a emissora em 8 de abril para estrear na Rádio Bandeirantes, em 9 de abril.
Em 29 de março, a Planejar Publicidade deixa a programação esportiva da Rádio Sagres, por não cumprir o contrato. A partir de agora, a emissora será responsável pela equipe esportiva.
Em 20 de novembro de 2022, a emissora anunciou a extinção do departamento de esportes e a demissão de toda a equipe. Com isso, terminaram as transmissões e programas.